# Quatre grands

Les quatre grands :

Les Quatre Grands, ou Big Four en anglais, également appelés G4, sont le nom sous lequel on désigne les quatre principales puissances européennes : la France, l'Allemagne, l'Italie et le Royaume-Uni. La France et le Royaume-Uni sont officiellement des États dotés de l'arme nucléaire et sont membres permanents du Conseil de sécurité des Nations Unies avec un droit de veto, qui permet à chacun d'entre eux d'empêcher l'adoption de tout projet de résolution « de fond » du Conseil, quel que soit son niveau. de soutien international. Le Royaume-Uni est le seul pays des Quatre Grands à ne pas être membre de l'Union européenne, ayant mis fin à son adhésion en 2020, à la suite d'un référendum organisé en 2016. La France, l'Allemagne, l'Italie et le Royaume-Uni sont considérés comme de grandes puissances économiques européennes et ce sont les pays d'Europe occidentale représentés individuellement en tant que membres à part entière du G7 et du G20. Ils sont surnommés les « Quatre Grands de l’Europe » depuis l’entre-deux-guerres.
Le terme G4 a été utilisé pour la première fois lorsque le président français Nicolas Sarkozy a convoqué une réunion à Paris avec le Premier ministre italien Silvio Berlusconi, le Premier ministre britannique Gordon Brown et la chancelière allemande Angela Merkel pour réfléchir à la réponse à la crise financière de 2008. L'Organisation de coopération et de développement économiques les décrit comme les « quatre grands pays européens ».

## Problèmes
Les dirigeants des quatre pays ont généralement une série de vidéoconférences conjointes avec le président américain ou avec d'autres dirigeants sur des questions internationales. Avec le président américain Barack Obama, ils ont par exemple discuté du Partenariat transatlantique de commerce et d'investissement, de la guerre civile syrienne et de l'utilisation d'armes chimiques pendant le conflit ; de la crise de Crimée et des sanctions internationales à prendre contre la Russie ; de l' après-guerre civile en Libye ; du conflit israélo-palestinien ; de l'intervention américaine en Irak en 2014 ; et de la maladie à virus Ebola. Avec le président russe Vladimir Poutine, ils ont discuté, par exemple, des pourparlers de paix de Vienne pour la Syrie.

## Statistiques
| Quatre grands | Quatre grands | Quatre grands                     | Quatre grands                                                    | Quatre grands                                                    | Quatre grands               |
| Pays          | Population    | Part de la population de l'UE [A] | Contribution au budget de l'UE (2014-2020) (en millions d'euros) | Contribution au budget de l'UE (2014-2020) (en millions d'euros) | Nombre de députés européens |
| ------------- | ------------- | --------------------------------- | ---------------------------------------------------------------- | ---------------------------------------------------------------- | --------------------------- |
| France        | 66 616 416    | 14,97%                            | 19 573,6                                                         | 27,52%                                                           | 79                          |
| Allemagne     | 80 716 000    | 18,54%                            | 25 815,9                                                         | 36,30%                                                           | 96                          |
| Italie        | 60 782 668    | 13,58%                            | 14 368,2                                                         | 20,20%                                                           | 76                          |
| Royaume-Uni   | 67 791 400    | N / A                             | 11 341,6                                                         | 15,95%                                                           | N / A                       |
| Total         | 272 215 084   | 47,09%                            | 71 099,3                                                         | 64,24%                                                           | 251                         |

Le vote au Conseil de l'UE, où la procédure prévoit un vote à la majorité qualifiée, nécessite une double majorité d'au moins 55 % des États membres de l'UE et 65 % de la population de l'UE pour adopter les propositions de la Commission. Ce chiffre s'élève à 72 % des États membres de l'UE et à 65 % de la population de l'UE lorsque la proposition émane d'un État membre.

## Histoire
La France, l'Allemagne, le Royaume-Uni et l'Italie sont considérés comme les « Quatre Grands de l'Europe » depuis l'entre-deux-guerres (1919-1939), lorsque les quatre pays ont signé le Pacte des quatre puissances et l'Accord de Munich. La Grande-Bretagne et la France, membres permanents du conseil exécutif de la Société des Nations aux côtés de l'Italie et du Japon, étaient impliquées dans une politique d'apaisement envers l'Allemagne. La Seconde Guerre mondiale (1939-1945) a vu les États-Unis, le Royaume-Uni, l'URSS, la France et la Chine se battre contre l’Allemagne, l’Italie et le Japon. La défaite des puissances de l'Axe a abouti à la création des Nations Unies, où les cinq pays victorieux des puissances alliées ont obtenu un siège permanent au Conseil de sécurité. L'Allemagne, l'Italie et le Japon ont connu un miracle économique d'après-guerre et ont participé au 1er sommet du G6 aux côtés de la France, du Royaume-Uni et des États-Unis en 1975.
Depuis 1945, la France et la Grande-Bretagne ont souvent agi seules en matière de politique de défense tandis que l'Allemagne et l'Italie ont préféré agir dans le cadre des organisations internationales. Par exemple, la France, l’Allemagne, l’Italie et le Royaume-Uni étaient les pays de l’UE représentés dans les pourparlers de paix en Syrie, mais seuls la France et le Royaume-Uni bombardent directement l’Etat islamique en Syrie, tandis que l’Allemagne et l’Italie préfèrent apporter une aide militaire et envoyer des troupes d’entraînement.

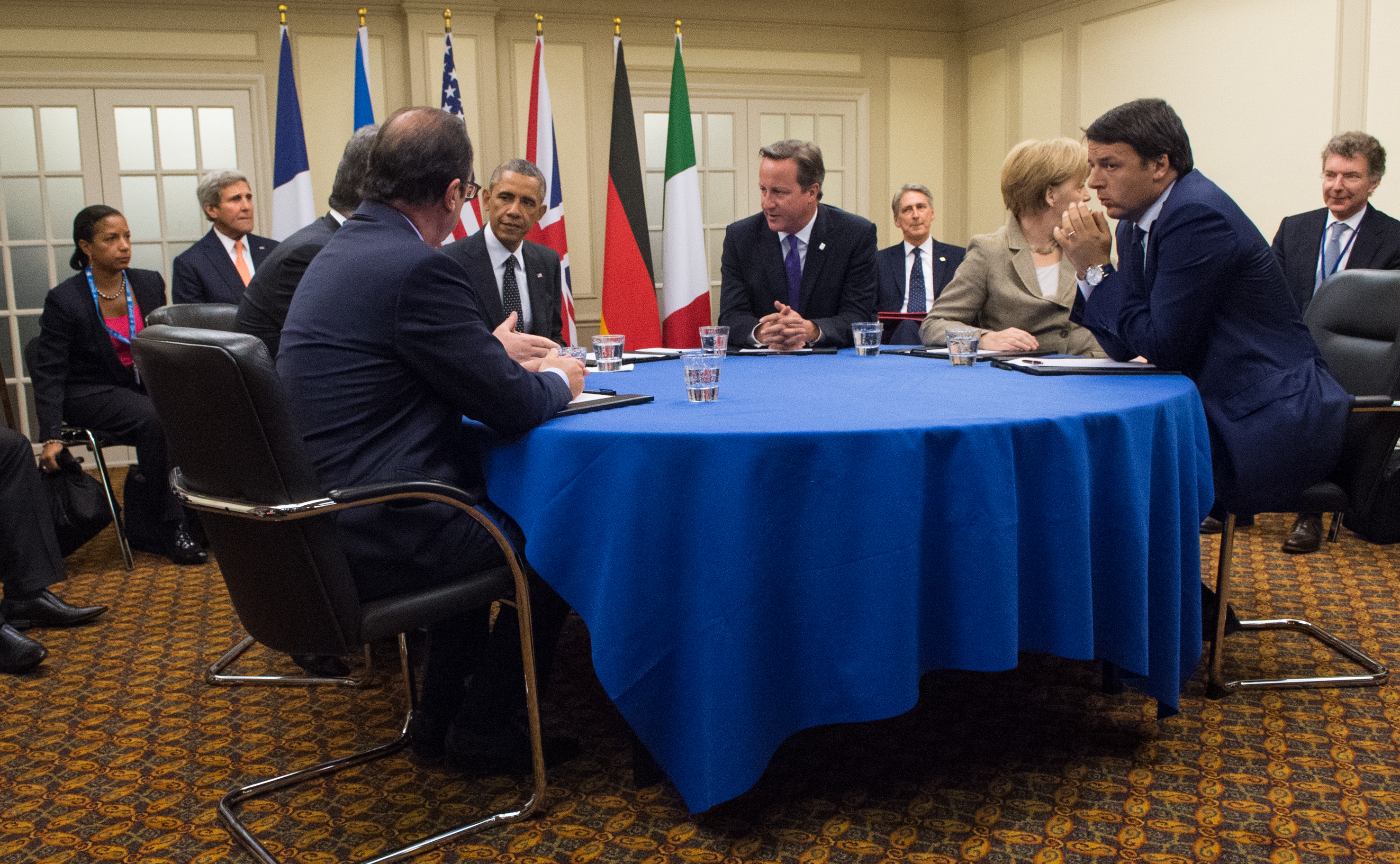
Le président américain Barack Obama avec les dirigeants de l'UE4 Hollande, Cameron, Merkel et Renzi lors du sommet du Pays de Galles en 2014.

### Quintet de l'OTAN
Le Quintet de l'OTAN est un groupe décisionnel informel composé de cinq puissances occidentales : les États-Unis et les Quatre Grands (France, Allemagne, Italie et Royaume-Uni),. Il fonctionne comme un « directoire » au sein de diverses entités telles que l'OTAN et le G7/G20.

### Brexit
Un référendum sur l'adhésion à l'Union européenne a eu lieu le jeudi 23 juin 2016 au Royaume-Uni et a abouti à un vote global en faveur de la sortie de l'UE, à 51,9 %. Le gouvernement britannique a déclenché l'article 50 du traité sur l'Union européenne pour entamer le processus de sortie de l'UE, qui s'est conclu le 31 janvier 2020. Le G4 est désormais composé du Royaume-Uni et des trois nouveaux grands de l’UE (Allemagne, France et Italie), les grands membres fondateurs des Communautés européennes qui ont repris un rôle de premier plan en Europe à la suite de la décision du Royaume-Uni de quitter l’UE,,.

## Voir également
- UE-3
- G6 (UE)
- G7